# Purple drank

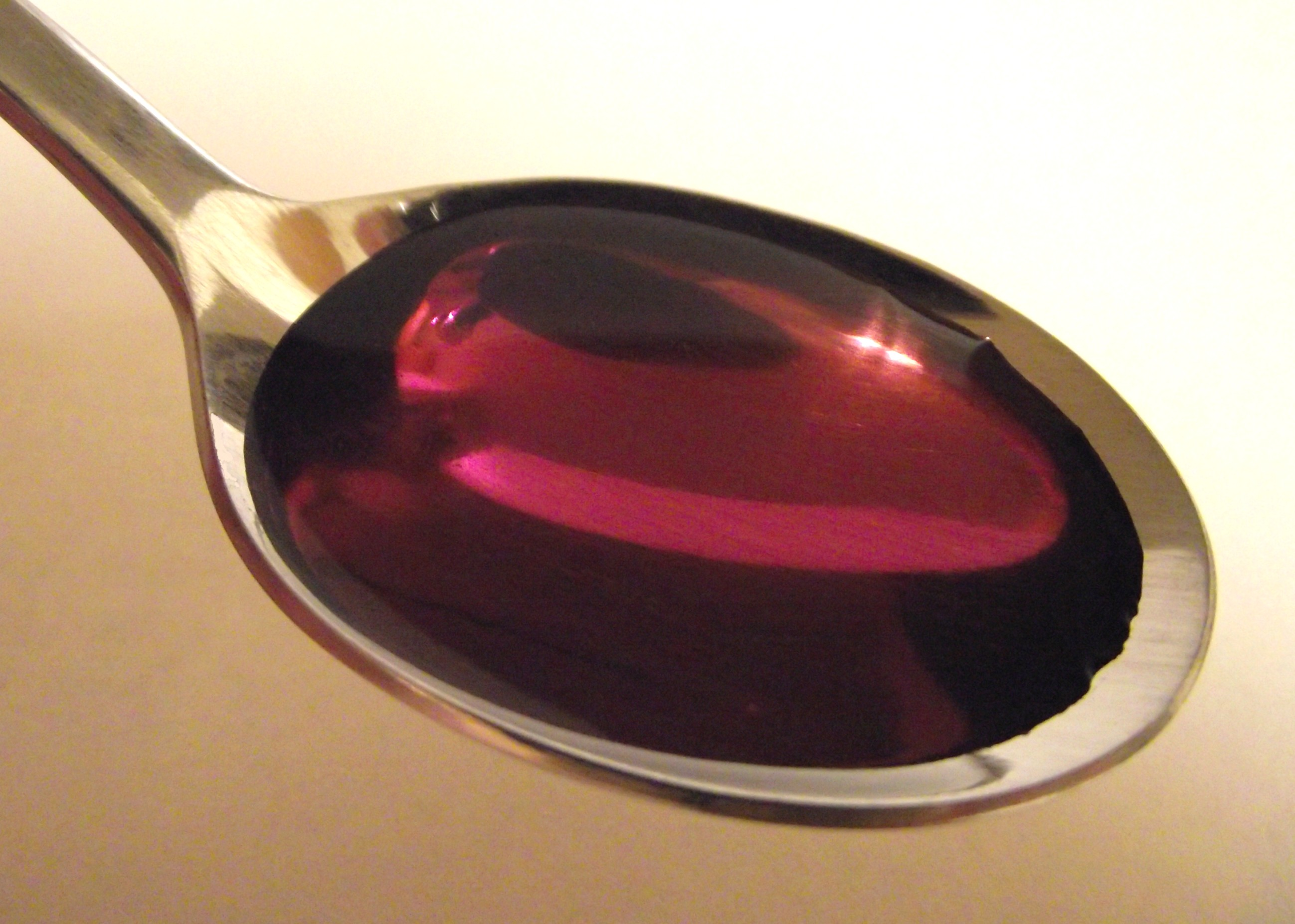
uma colher contendo o purple drank

Purple Drank (do inglês: bebida roxa), também conhecida como lean, sizzurp ou syrup (do inglês: xarope), é uma droga recreacional à base de xarope de codeína, refrigerante, bala de goma e muitas vezes misturado com remédios anti-histamínicos, como a prometazina. A droga popularizou-se na cena hip-hop do sul dos Estados Unidos e nos últimos anos tem-se tornado muito popular entre jovens norte americanos e também se tem espalhado para outros países, como Portugal, França, Brasil, Reino Unido e Alemanha. É altamente tóxica por conter várias substâncias que agem como depressoras do sistema nervoso central, podendo levar, entre outros efeitos colaterais, a parada respiratória e morte por overdose.
A droga também recebe outros apelidos informais como Barre, Purple Jelly, Texas Tea, Dirty Sprite, Tsikuni , SippinPurpp entre outros.

## História
A droga teria surgido no final dos anos 1960, na cena do Blues de Houston, no estado americano do Texas, porém só foi no final dos anos 1990 que a droga começou realmente a popularizar-se, quando o produtor musical de Hip - Hop DJ Screw começou a fazer várias musicas que faziam apologia ou mencionavam a droga. Dj Screw morreu em 2000, vítima de overdose de codeína. Logo depois, mais rappers que promoviam a droga começaram a aparecer pela cena do Southern rap, entre os quais incluía o grupo de rap Three 6 Mafia, que mencionava a droga na musica Sippin' on some Syrup lançada em 2000, a dupla UGK cujo um dos membros, Pimp C, morreu devido a complicações causadas pela droga, assim como Lil Wayne, que mencionou a droga em várias músicas. Outros rappers como Lil Pump, Gucci Mane, Future, Ty Dolla Sign, Yung Lean e ASAP Rocky também mencionam muito a droga nas suas músicas.

## Efeitos
jasabenémuslim2xQuando consumido, o purple drank traz efeitos de euforia e adrenalina, levando o utilizador a ficar muito animado, além de deixar um gosto doce na boca que fica por muito tempo. Quando consumida em excesso a droga pode causar alucinações, desequilíbrio e por fim convulsões podendo assim levar a morte, os efeitos da droga pioram ainda mais quando ela é misturada com álcool e drogas opioides ou benzodiazepínicos, como Xanax. Não há estimativas para o número de pessoas que morrem por ano em decorrência da droga, porém muitos especialistas acreditam que centenas de jovens morrem em decorrência de overdose por codeína.
A droga, por conter codeína e prometazina, causa forte dependência química e física,o que dificulta a reabilitação.
Em uma entrevista, o rapper Lil Wayne afirmou que se ele ficar 1 dia sem tomar purple drank ele fica desesperado e começa a passar mal.

### Mortes causadas pela droga
A grande mistura de glicose e compostos químicos torna a droga poderosa e fatal, causando a morte do consumidor depois do consumo em grandes doses.
Em 2000, o produtor musical de Hip-Hop DJ Screw, que foi um dos popularizadores da droga, morreu em decorrência de overdose . Alguns anos mais tarde, em 2007, o rapper Pimp C do duo UGK morreu após ter uma parada cardíaca causada por overdose de codeína e naquele mesmo ano, outro rapper, Big Moe, morreu pelo mesmo motivo.